# Lagorchestes
Lagorchestes és un gènere de marsupials macropòdids que conté totes les espècies de ualabi llebre tret d'una, el ualabi llebre de bandes. Conté quatre espècies, de les quals dues estan extintes:
- Ualabi llebre d'ulleres, Lagorchestes conspicillatus
- Ualabi llebre occidental, Lagorchestes hirsutus
- Ualabi llebre del llac Mackay, Lagorchestes asomatus †
- Ualabi llebre oriental, Lagorchestes leporides †

El fòssil més antic conegut d'aquest gènere data de fa 11.000 anys i pertany a un ualabi llebre d'ulleres (encara vivent avui en dia).